# Anita Stewart
Anita Stewart, nome d'arte di Anna May Stewart, (Brooklyn, 7 febbraio 1895 – Los Angeles, 4 maggio 1961), è stata un'attrice statunitense dell'epoca del muto.
Era sorella di George Stewart e di Lucille Lee Stewart, anche loro attori.

## Biografia
Iniziò a recitare nel 1911, mentre ancora frequentava la Erasmus High School, con piccole parti e comparsate per la Vitagraph negli esterni girati a New York. La Stewart fu una delle prime attrici cinematografiche ad essere riconosciuta dal pubblico nel nascente mondo del cinema, ottenendo ben presto un grande successo sin dall'inizio della carriera. Tra le sue prime celebri interpretazioni si ricordano quelle in A Tale of Two Cities (1911), diretto da William J.Humphrey con un cast di stelle come Mabel Normand, Dorothy Kelly, Norma Talmadge e John Bunny, oltre a The Forgotten Latchkey e The White Feather del 1913. Negli anni dieci, sempre alla Vitagraph, fece sovente coppia fissa sullo schermo con l'attore Earle Williams che, all'epoca, era la star maschile della compagnia di New York.
Nel 1917 sposò l'attore Rudolph Cameron, diventando cognata del regista ed attore Ralph Ince, che iniziò ad assegnare alla giovane attrice ruoli sempre più importanti nei suoi film per la Vitagraph. Per tutti gli anni dieci e venti, Anita Stewart fu una delle attrici più popolari del cinema muto, spesso lavorando in coppia con il marito e interpretando ruoli romantici. Lavorò inoltre insieme a leggende dello schermo come Mae Busch, Barbara La Marr e Walt Whitman.
La Stewart lasciò il suo ben remunerato lavoro alla Vitagraph nel 1918, per accettare un contratto con l'emergente produttore Louis B. Mayer, in base al quale avrebbe diretto una propria compagnia di produzione basata ai Mayer Studios di Los Angeles. La leggenda dice che la Stewart si stesse riprendendo da una malattia in un ospedale losangelino quando Mayer la convinse a lasciare la Vitagraph offrendole una somma mai rivelata ma davvero consistente. Tra il 1918 e il 1919 la Stewart produsse sette film di discreto successo, tutti interpretati da lei stessa. Per tutti gli anni venti continuò ad avere ruoli da protagonista. Dopo il divorzio da Cameron, avvenuto nel 1928, l'anno seguente sposò George Peabody Converse.
Come molti altri suoi colleghi dell'epoca del muto la Stewart incontrò grosse difficoltà ad affrontare il passaggio al cinema sonoro. Dopo aver interpretato un solo cortometraggio musicale, The Hollywood Handicap (1932), decise di ritirarsi dalle scene.
Morì il 4 maggio 1961 a causa di un infarto a Beverly Hills, in California.

## Riconoscimenti
- Per il grande contributo dato come attrice all'industria cinematografica le è stata assegnata una stella sulla Hollywood Walk of Fame al 6724 di Hollywood Boulevard.
- Young Hollywood Hall of Fame (1908-1919)

## Galleria d'immagini

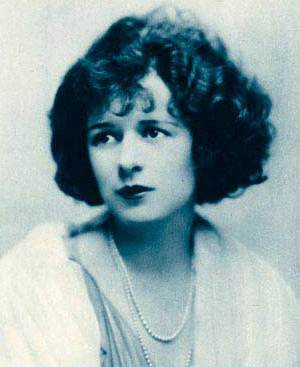
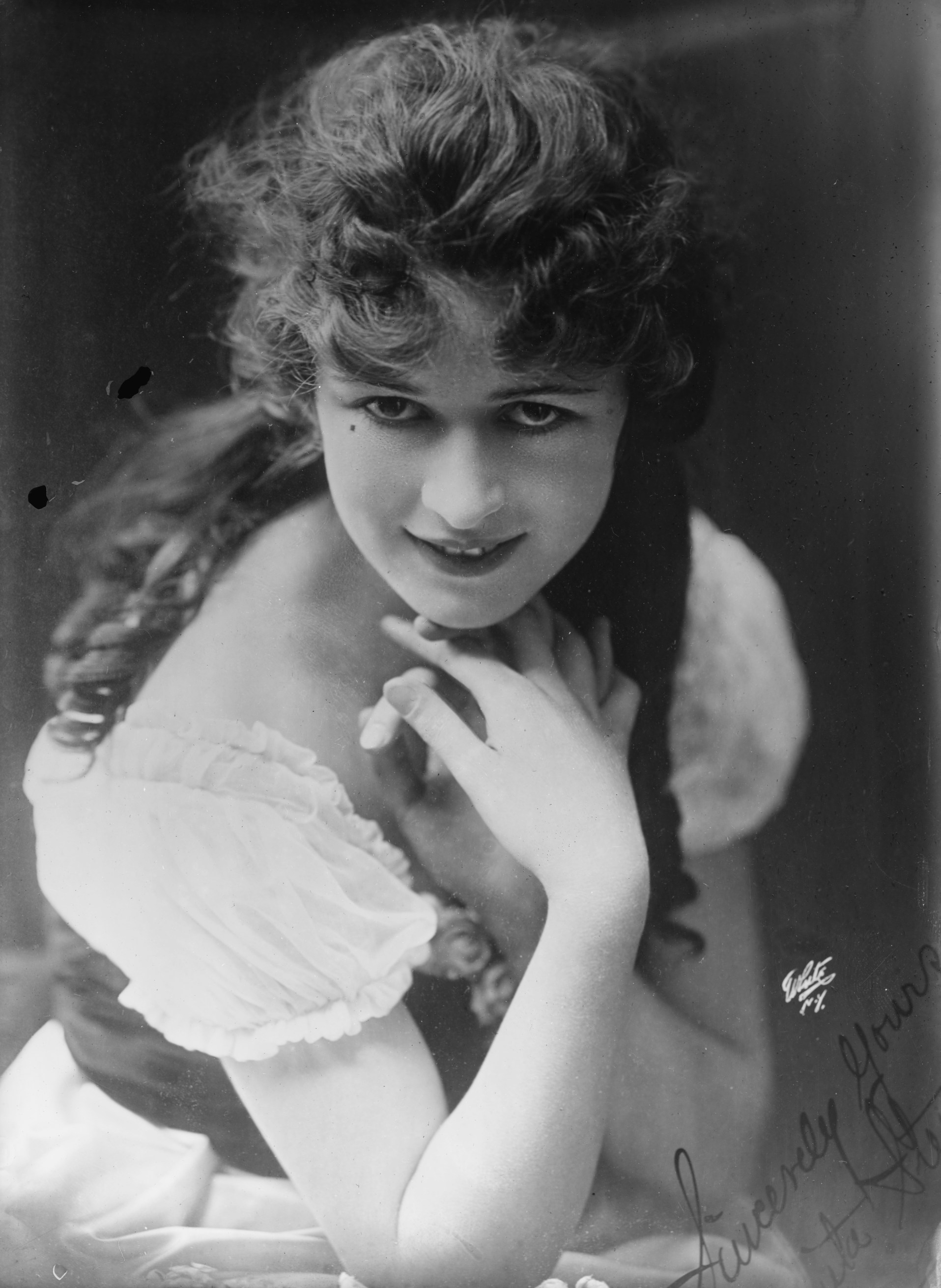
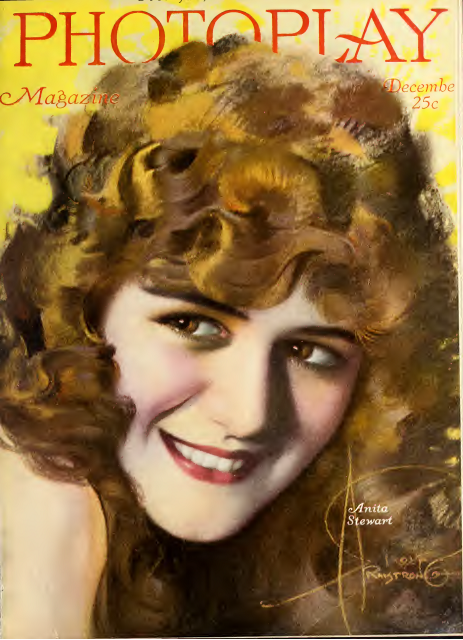
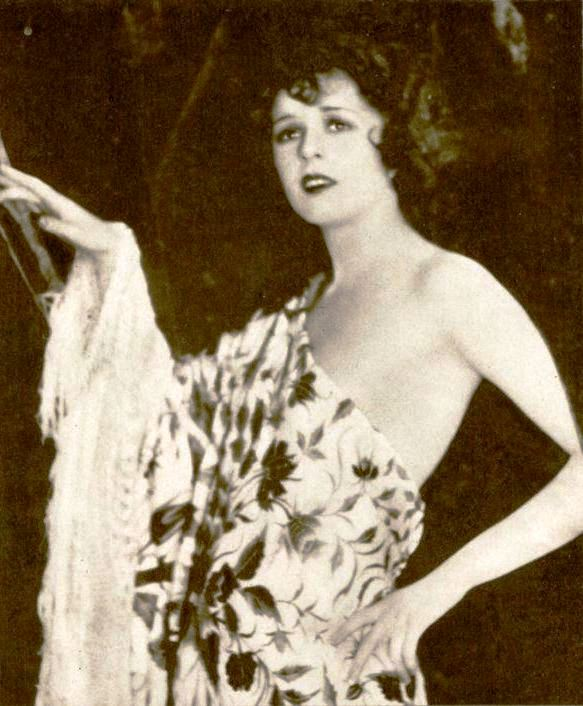

## Filmografia
La filmografia - secondo IMDb - è completa. Quando manca il nome del regista, questo non viene riportato nei titoli

### Attrice
- A Tale of Two Cities, regia di Charles Kent (o William Humphrey?) - cortometraggio (1911)
- Prejudice of Pierre Marie, regia di Laurence Trimble - cortometraggio (1911)
- The Battle Hymn of the Republic, regia di J. Stuart Blackton e Laurence Trimble (1911)
- A Red Cross Martyr; or, On the Firing Lines of Tripoli, regia di Laurence Trimble (1912)
- Her Choice, regia di Ralph Ince - cortometraggio (1912)
- The Godmother, regia di Ralph Ince - cortometraggio (1912)
- Billy's Pipe Dream (1912)
- The Wood Violet, regia di Ralph Ince - cortometraggio (1912)
- Song of the Shell, regia di Ralph Ince - cortometraggio (1912)
- The Bringing Out of Papa, regia di Ralph Ince - cortometraggio (1913)
- The Classmate's Frolic, regia di Ralph Ince (1913)
- Papa Puts One Over, regia di Ralph Ince (1913)
- Belinda the Slavey; or, Plot and Counterplot, regia di Bert Angeles (1913)
- Love Laughs at Locksmiths; or, Love Finds a Way, regia di Ralph Ince (1913)
- The Web, regia di Ralph Ince (1913)
- A Fighting Chance, regia di Ralph Ince (1913)
- Two's Company, Three's a Crowd, regia di Ralph Ince (1913)
- The Forgotten Latchkey, regia di Ralph Ince (1913)
- A Regiment of Two, regia di George D. Baker e Ralph Ince (1913)
- Song Bird of the North, regia di Ralph Ince (1913)
- A Sweet Deception, regia di Ralph Ince (1913)
- The Moulding, regia di Ralph Ince (1913)
- The Prince of Evil, regia di Ralph Ince (1913)
- The Tiger, regia di Frederick A. Thomson (1913)
- The Lost Millionaire, regia di Ralph Ince (1913)
- The Treasure of Desert Isle, regia di Ralph Ince (1913)
- His Last Fight, regia di Ralph Ince (1913)
- Why I Am Here, regia di Ralph Ince (1913)
- The Wreck, regia di Ralph Ince e W.J. Lincoln (1913)
- The Swan Girl, regia di Ralph Ince (1913)
- His Second Wife, regia di Ralph Ince (1913)
- Diana's Dress Reform, regia di Ralph Ince (1914)
- The Right and the Wrong of It, regia di Ralph Ince (1914)
- The Lucky Elopement, regia di Ralph Ince - cortometraggio (1914)
- Lincoln, the Lover, regia di Ralph Ince (1914)
- A Million Bid, regia di Ralph W. Ince (1914)
- Back to Broadway, regia di Ralph Ince (1914)
- The Girl from Prosperity, regia di Ralph Ince (1914)
- Non l'hanno mai saputo (He Never Knew), regia di Ralph Ince (1914)
- Wife Wanted, regia di Ralph Ince (1914)
- Shadows of the Past, regia di Ralph Ince (1914)
- Uncle Bill, regia di Ralph Ince (1914)
- The Painted World, regia di Ralph Ince (1914)
- Four Thirteen, regia di Ralph Ince (1914)
- 'Midst Woodland Shadows, regia di Ralph Ince (1914)
- Two Women, regia di Ralph Ince (1914)
- The Sins of the Mothers, regia di Ralph Ince (1914)
- The Right Girl?, regia di Ralph Ince (1915)
- From Headquarters, regia di Ralph Ince (1915)
- The Juggernaut, regia di Ralph Ince (1915)
- His Phantom Sweetheart, regia di Ralph Ince (1915)
- The Sort-of-Girl-Who-Came-From-Heaven, regia di Ralph Ince (1915)
- The Goddess, regia di Ralph Ince (1915)
- The Awakening, regia di Ralph Ince (1915)
- Count 'Em, regia di Ralph Ince (1915)
- My Lady's Slipper, regia di Ralph Ince (1916)
- The Suspect, regia di S. Rankin Drew (1916)
- The Daring of Diana, regia di S. Rankin Drew (1916)
- The Combat, regia di Ralph Ince (1916)
- The Girl Philippa, regia di S. Rankin Drew dal romanzo "My Girl Philippa" (1916)
- The Glory of Yolanda, regia di Marguerite Bertsch (1917)
- The More Excellent Way, regia di Perry N. Vekroff (1917)
- Clover's Rebellion, regia di Wilfrid North (1917)
- The Message of the Mouse, regia di James Stuart Blackton (1917)
- Virtuous Wives, regia di George Loane Tucker (1918)
- A Midnight Romance, regia di Lois Weber (1919)
- Two Women, regia di  (1919)
- Il marchio del passato (Mary Regan), regia di Lois Weber (1919)
- The Painted World, regia di Ralph Ince (1919)
- Shadows of the Past (1919)
- Her Kingdom of Dreams, regia di Marshall Neilan (1919)
- The Mind-the-Paint Girl, regia di Wilfrid North (1919)
- Human Desire, regia di Wilfrid North (1919)
- In Old Kentucky, regia di Marshall Neilan (1919)
- The Fighting Shepherdess, regia di Edward José e Millard Webb (1920)
- The Yellow Typhoon, regia di [dward José (1920)
- Harriet and the Piper, regia di Bertram Bracken (1920)
- Sowing the Wind, regia di John M. Stahl (1921)
- Playthings of Destiny, regia di Edwin Carewe (1921)
- The Invisible Fear, regia di Edwin Carewe (1921)
- Her Mad Bargain, regia di Edwin Carewe (1921)
- A Question of Honor, regia di Edwin Carewe (1922)
- The Woman He Married, regia di Fred Niblo (1922)
- Rose o' the Sea, regia di Fred Niblo (1922)
- Mary of the Movies, regia di John McDermott (1923)
- The Love Piker, regia di E. Mason Hopper (1923)
- Hollywood, regia di James Cruze (1923)
- The Great White Way, regia di E. Mason Hopper (1924)
- The Boomerang, regia di Louis J. Gasnier (1925)
- Baree, Son of Kazan, regia di David Smith (1925)
- La voce del sangue (Never the Twain Shall Meet), regia di Maurice Tourneur (1925)
- Rustling for Cupid, regia di Irving Cummings (1926)
- The Prince of Pilsen, regia di Paul Powell (1926)
- Morganson's Finish, regia di Fred Windemere (1926)
- The Lodge in the Wilderness, regia di Henry McCarty (1926)
- Whispering Wires, regia di Albert Ray (1926)
- Isle of Sunken Gold, regia di Harry S. Webb (1927)
- Wild Geese, regia di Phil Goldstone (1927)
- Name the Woman, regia di Erle C. Kenton (1928)
- Sisters of Eve, regia di Scott Pembroke (1928)
- Romance of a Rogue, regia di King Baggot (1928)

### Produttrice
- Virtuous Wives, regia di George Loane Tucker (1918)
- A Midnight Romance, regia di Lois Weber (1919)
- Il marchio del passato (Mary Regan), regia di Lois Weber (1919)
- Her Kingdom of Dreams, regia di Marshall Neilan (1919)
- The Mind-the-Paint Girl, regia di Wilfrid North (1919)
- Human Desire, regia di Wilfrid North (1919)
- In Old Kentucky, regia di Marshall Neilan (1919)
- The Fighting Shepherdess, regia di Edward José e Millard Webb (1920)
- The Yellow Typhoon, regia di Edward José (1920)
- Harriet and the Piper, regia di Bertram Bracken (1920)
- Sowing the Wind, regia di John M. Stahl (1921)
- Playthings of Destiny, regia di Edwin Carewe (1921)
- The Invisible Fear, regia di Edwin Carewe (1921)
- Her Mad Bargain, regia di Edwin Carewe (1921)
- A Question of Honor, regia di Edwin Carewe (1922)
- The Woman He Married, regia di Fred Niblo (1922)
- Rose o' the Sea, regia di Fred Niblo (1922)

### Filmati d'archivio
- The Film Parade, regia di J. Stuart Blackton (1933)
- Screen Snapshots Series 17, No. 1, regia di Ralph Staub (1937)
- Personality Parade, regia di Ralph Staub (1938)

### Sé stessa
- Seeing Stars - sé stessa (1922)
- Souls for Sale, regia di Rupert Hughes - Sé stessa (non accreditata) (1923)
- Mary of the Movies (1923) (non accreditato) .... Se stessa
- Hollywood (1923) .... Se stessa, Cameo appearance
- Go Straight, regia di Frank O'Connor - Sé stessa (1925)
- The Hollywood Handicap (1932) .... Se stessa
- Hollywood on Parade No. B-8 (1934) .... Se stessa
- Screen Snapshots Series 16, No. 5 (1937) .... Se stessa